# Colotois nubilosa
Colotois nubilosa är en fjärilsart som beskrevs av Hepp 1932. Colotois nubilosa ingår i släktet Colotois och familjen mätare. Inga underarter finns listade i Catalogue of Life.